# Искрен Красимиров
Искрен Красимиров е български режисьор, оператор, актьор и писател. Основател е на проекта "Незабравимата България". Автор на над 20 документални филма. Провел е над 1000 уроци по родолюбие в училищата и детските градини у нас и в 30 страни в чужбина. Дебютната му книга "Да убиеш Ботев: мистерии, спомени, лъжи" излиза на пазара през 2022 г. Втората му книга "Да предадеш Левски" излезе през февруари 2023 г.

## Биография
Роден е на 17 април 1990 г. в Мездра. Завършва гимназия в родния си град, след това взема средно-специално образование с отличие в Частен арт колеж по визуални изкуства – София. Балакавърска и магистърска степен, съответно „оператор“ и „режисьор“, получава в Нов български университет, а през 2019 г. защитава образователна и научна степен „доктор“.
Бил е като оператор-кореспондент от Враца за БНТ-1, БНТ-2 и БНТ-Свят, ТВ7 и NEWS7, Bulgaria on Air, НКТВ Евроком, PRO.BG и др.
Автор е на над 25 игрални, документални и късометражни филми, основател на проекта „Незабравимата България“, с който е провел над 1000 уроци по родолюбие с филмите си за героите в стотици училища, детски градини, музеи, кина, читалища, библиотеки и общини в България и в чужбина.
Преподавател в НБУ и в Югозападния университет „Неофит Рилски“. Изнася уроци по родолюбие в училищата в България и чужбина от 2013 г. Отскоро и писател, като дебютната му книга "Да убиеш Ботев: мистерии, спомени, лъжи" излиза през май 2022 г. Втората му книга е "Да предадеш Левски", която се появява през 2023, а през 2024 г. се очаква и третата му книга - "Да откриеш Софроний". 